# East Point (Géorgie)
Pour l’article homonyme, voir East Point.
East Point est une ville américaine située dans le Comté de Fulton, en Géorgie. Selon le recensement de 2020, sa population est de 38 358 habitants.